# Oļģerts Dunkers
Oļģerts Dunkers né le 11 février 1932 à Riga et décédé le 10 septembre 1997 également à Riga en Lettonie est un réalisateur et acteur letton.  Il est également connu comme une figure politique dans son pays.
Après avoir obtenu, en 1954, le diplôme de bibliothécaire à l'école technique, Dunkers étudie à l'Académie des arts du théâtre de Saint-Pétersbourg en Russie (1954-1957). Il a commencé sa carrière de metteur en scène au Théâtre dramatique de Valmiera (1957-1958), puis, poursuivit au Théâtre musical de Daugavpils (1958-1959), au Théâtre dramatique Pouchkine à Krasnoïarsk (1962-1964), au théâtre d’opérette de Riga (1989-1993). Il participait aux spectacles de Théâtre de Liepāja et du Nouveau théâtre de Riga. Parallélement, en 1959-1963, il était professeur au Conservatoire national de Riga et à la Maison de la Culture de Riga.
En 1964-1989, Dunkers travaille à Riga Film Studio où il a tourné vingt films, fictions et documentaires. Il était également acteur dans les films de ses collègues Mans draugs - nenopietns cilvēks (Jānis Streičs, 1975), Nāve zem buras (Ada Neretniece, 1976), Agrā rūsa (Gunārs Cilinskis, 1979), Nepabeigtās vakariņas (Jānis Streičs, 1979), ainsi que dans son propre film Vīrietis labākajos gados (1977).
Dunkers est l'auteur de plusieurs livres traitant du métier de réalisateur: Režisors domā par aktieri (1976), Lielā dāma (consacré à M.Brehmane-Štengele, 1993), Mākslas apsēstie (1997). À partir de 1993, il enseignait à l'Académie lettonne de musique Jāzeps Vītols, dirigeait une école de réalisation au sein de la télévision lettonne et le studio d'acteurs du Théâtre musical.
Après l'indépendance du pays, Dunkers a délaissé le cinéma pour la politique. Il s'était présenté et a été élu aux élections de la VIe Saeima avec le parti Latvijai, puis, avec Tautai un taisnībai et le Parti démocratique "Saimnieks".
Oļģerts Dunkers est inhumé au cimetière Liepupes kapi du Salacgrīvas novads dans la région de Vidzeme.

## Filmographie
- 1966 : Es nodzīvošu simt gadu
- 1966 : Bīstamais ceļš
- 1966 : Jānis Osis
- 1967 : Latvijas būvmateriāli
- 1967 : Etīdes par laulību
- 1968 : Tev jau 16 gadu
- 1969 : Ceļa zīmes
- 1970 : Klāvs - Mārtiņa dēls
- 1971 : La danse des papillons (lv)
- 1973 : Cāļus skaita rudenī
- 1974 : Uzbrukums slepenpolicijai
- 1976 : Bagāti gadi
- 1977 : Vīrietis labākajos gados
- 1978 : Aiz stikla durvīm
- 1980 : Cīrulīši
- 1982 : Lietus blūzs
- 1983 : Dārzs ar spoku
- 1986 : Viņš, viņa un bērni
- 1988 : Viktorija (filma)|Viktorija
- 1995 : Latvijas hronika Nr.2. Ziemas saulgrieži... cerību laiks